# Daniel Fasanella
Daniel Fasanella, né à Belvedere Marittimo, Royaume de Sicile à une date inconnue et mort martyr à Ceuta, Empire almohade le 10 octobre 1227, est un franciscain sicilien du XIIIe siècle mort martyr avec 6 autres compagnons franciscains. 

## Biographie
Peu d'informations existent sur les origines de Daniel Fasanella si ce n'est qu'il était sicilien et qu'après être rentré chez les Franciscains il occupa diverses responsabilités dans l'Ordre dont celle de ministre provincial de la Calabre, qu'il participa à la fondation de plusieurs couvents franciscains dans l'actuelle Italie avant de se porter volontaire pour la mission en terre musulmane.

### Son martyre
En 1227, avec 6 autres frères franciscains il prend le bateau à Tarragone pour rejoindre l'Afrique du Nord alors possession de l'Empire Almohade. Exerçant dans un premier temps son ministère auprès des marchants chrétiens de la ville de Ceuta, lui et ses compagnons décidèrent peu à peu d'étendre leur action missionnaire aux musulmans de la ville. Prêchant ouvertement et sans autorisation des pouvoirs publics ils furent arrêtés et emprisonnés. Voulant faire un exemple les autorités finirent par exécuter par décapitation le groupe.

## Vénération
Daniel Fasanella a été canonisé le 22 janvier 1516 par le pape Léon X. Il est fêté avec ses autres compagnons martyrs le 10 octobre.